# USS Livermore (DD-429)
USS Livermore (DD-429) là một tàu khu trục lớp Gleaves được Hải quân Hoa Kỳ chế tạo trong Chiến tranh Thế giới thứ hai. Nó đã tham gia suốt Thế Chiến II, sống sót qua cuộc xung đột, ngừng hoạt động năm 1947 và bị tháo dỡ năm 1961. Nó là chiếc tàu chiến duy nhất của Hải quân Hoa Kỳ được đặt theo tên Tuyên úy Hải quân Samuel Livermore, vị tuyên úy hải quân Hoa Kỳ đầu tiên được vinh danh bởi được đặt tên cho một con tàu.

## Thiết kế và chế tạo
Nguyên dự định mang tên Grayson, DD-429 được đổi tên thành Livermore vào ngày 23 tháng 12 năm 1938. Livermore được chế tạo tại xưởng tàu của hãng Bath Iron Works Corp. ở Bath, Maine. Nó được đặt lườn vào ngày 6 tháng 3 năm 1939; được hạ thủy vào ngày 3 tháng 8 năm 1940, và được đỡ đầu bởi bà Everard M. Upjohn, một hậu duệ của Tuyên úy Livermore. Con tàu được cho nhập biên chế cùng Hải quân Hoa Kỳ vào ngày 7 tháng 10 năm 1940 dưới quyền chỉ huy của Thiếu tá Hải quân Vernon Huber.

## Lịch sử hoạt động

### 1940-1941
Được hạ thủy sau khi Pháp thua trận vào đầu Chiến tranh Thế giới thứ hai, sau một giai đoạn huấn luyện ngắn, Livermore được phân công nhiệm vụ Tuần tra Trung lập từ ngày 29 tháng 4 năm 1941. Cùng với tàu sân bay và các tàu khu trục khác, nó hộ tống các đoàn tàu vận tải đi sang Anh Quốc về phía Đông cho đến Iceland, can dự vào một cuộc chiến tranh không tuyên chiến với những nhóm đông tàu ngầm U-boat Đức tấn công theo chiến thuật Wolfpack (bầy sói). Nó đang làm nhiệm vụ hộ tống cùng với tàu chị em USS Kearny (DD-432) khi chiếc này trúng ngư lôi đối phương vào ngày 17 tháng 10. Những nguy cơ khác mà nó phải chịu đựng trong nhiệm vụ này bao gồm một lần bị mắc cạn sau một cơn bão vào ngày 24 tháng 11, và bị một khẩu đội pháo đồng đội tại Iceland bắn nhầm.

### 1942
Cuộc tấn công bất ngờ của Hải quân Nhật xuống Trân Châu Cảng vào ngày 7 tháng 12 năm 1941, khiến Hoa Kỳ tham gia toàn diện vào Thế Chiến II, đã mở rộng phạm vi hoạt động của chiếc tàu khu trục. Vào ngày 7 tháng 4 năm 1942, Livermore khởi hành từ New York cho chuyến đầu tiên trong số những nhiệm vụ hộ tống vượt Đại Tây Dương. Hoàn tất chuyến đi thứ hai sang Greenock, Scotland vào ngày 27 tháng 6, nó bắt đầu các hoạt động tuần tra và hộ tống vận tải ven biển về phía Nam đến khu vực biển Caribe. Nó đi đến ngoài khơi Mehdia, Maroc vào ngày 9 tháng 11 để tham gia Chiến dịch Torch, cuộc đổ bộ lực lượng Đồng Minh lên Bắc Phi, và làm nhiệm vụ tuần tra chống tàu ngầm, phòng không và bắn pháo hỗ trợ. Nam ngày sau, khi lực lượng tấn công bình định được bãi đổ bộ, nó lên đường quay trở về Norfolk, Virginia, về đến nơi vào ngày 26 tháng 11.

### 1943-1944
Livermore bắt đầu năm 1943 với nhiệm vụ tuần tra ngoài khơi Recife, Brazil, tiếp nối bởi năm chuyến đi tiếp nối nhau từ ngày 14 tháng 4 đến ngày 17 tháng 1 năm 1944 giữa New York và Casablanca, Morocco. Nó khởi hành từ Hampton Roads vào ngày 24 tháng 1 để hoạt động lâu dài tại khu vực Địa Trung Hải; hai ngày trước đó, Đồng Minh đã tiến hành Chiến dịch Shingle, cuộc đổ bộ lên Anzio, Ý. Nó đi đến ngoài khơi bãi đổ bộ vào ngày 5 tháng 3, làm nhiệm vụ bảo vệ phòng không và bắn pháo hỗ trợ. Sau khi hộ tống các đoàn tàu vận tải đi lại giữa Oran, Algérie và Naples, Ý, nó tham gia cuộc đổ bộ đầu tiên trong khuôn khổ Chiến dịch Dragoon lên miền Nam nước Pháp vào ngày 16 tháng 8. Đang khi hỗ trợ hải pháo cho các tàu quét mìn tại vịnh Cavallaire, nó bị pháo bờ biển đối phương bắn trúng, nhưng chỉ bị hư hại nhẹ và đã bắt khẩu đội đối phương im tiếng. Nó tiếp tục làm nhiệm vụ tại khu vực Tây Địa Trung Hải cho đến ngày 26 tháng 10, khi nó rời Oran quay trở về nhà, để được đại tu tại Xưởng hải quân New York.

### 1945
Xung đột kết thúc tại châu Âu khi Livermore đang trong chuyến thứ ba của một loạt nhiệm vụ hộ tống từ vùng bờ Đông đến Oran. Hoàn tất chuyến vượt đại dương cuối cùng vào ngày 29 tháng 5 năm 1945, nó chuẩn bị để nhận nhiệm vụ tại Mặt trận Thái Bình Dương. Khởi hành từ New York vào ngày 22 tháng 6, chiến tranh kết thúc khi Đế quốc Nhật Bản chấp nhận đàu hàng đang khi nó còn đang huấn luyện tại Trân Châu Cảng. Nó đi đến Nhật Bản vào ngày 27 tháng 9, hộ tống các tàu vận tải chuyển binh lính thuộc Sư đoàn 98 Bộ binh sang làm nhiệm vụ chiếm đóng. Nó chỉ ở lại Viễn Đông một thời gian ngắn: sau những chuyến đi giữa Saipan, Philippines và Wakayama, Nhật Bản, nó lên đường vào ngày 3 tháng 11 để đi sang quần đảo Aleut. Tại Dutch Harbor và Attu, Alaska, nó đón lên tàu những hành khách để đưa về Seattle và San Francisco. Hoàn tất nhiệm vụ này vào ngày 22 tháng 12, nó tiếp tục đi sang vùng bờ Đông, đi đến Charleston, South Carolina vào ngày 18 tháng 1 năm 1946.

### Sau chiến tranh
Được sử dụng trong Chương trình Huấn luyện Hải quân Dự bị, Livermore vẫn nằm trong biên chế thuộc thành phần dự bị từ ngày 1 tháng 5 năm 1946. Nó xuất biên chế vào ngày 24 tháng 1 năm 1947, làm nhiệm vụ huấn luyện Hải quân Dự bị tại Quân khu Hải quân 6, được điều động về Quân khu Hải quân 1 vào ngày 15 tháng 3 năm 1949. Trong một chuyến đi huấn luyện, nó bị mắc cạn ngoài khơi phía Nam Cape Cod vào ngày 30 tháng 7 năm 1949. Được cho nổi trở lại vào ngày hôm sau, nó đi đến Boston và được cho ngừng hoạt động vào ngày 15 tháng 5 năm 1950.
Tên của Livermore được cho rút khỏi danh sách Đăng bạ Hải quân vào ngày 19 tháng 7 năm 1956. Từ đó cho đến năm 1958, lườn tàu được sử dụng làm nguồn phụ tùng và sử dụng thử nghiệm, neo đậu ngoài khơi Indianhead, Maryland. Nó bị bán vào ngày 3 tháng 3 năm 1961 cho hãng Potomac Shipwrecking Co. tại Pope's Creek, Maryland; và bị kéo đi tháo dỡ vào ngày 17 tháng 4 năm 1961.

## Phần thưởng
Livermore được tặng thưởng ba Ngôi sao Chiến trận do thành tích phục vụ trong Thế Chiến II.